# SN 1951I
SN 1951I – niepotwierdzona supernowa odkryta w kwietniu 1951 roku w galaktyce NGC 6181. W momencie odkrycia miała maksymalną jasność 15,70m.